# بلعلاء
بلعلاء إحدى قرى مدينة الباحة في السعودية، وعدد سكانها قرابة 4000 نسمة بها كل الخدمات الرئيسة، وتعتبر من القرى الكبيرة بالمنطقة.